# کاژیمیش باربروسکی
کاژیمیش باربروسکی (لهستانی: Kazimierz Barburski؛ ‏ تلفظ لهستانی: [kaˈʑimjɛʂ]؛ ‏ ۷ اوت ۱۹۴۲ – ۲۶ مهٔ ۲۰۱۶) ورزشکار شمشیربازی اهل لهستان بود.
وی در مسابقات کشوری و بین‌المللی در مجموع برندهٔ ۱ مدال برنز شده‌است.